# 쿠르빈현

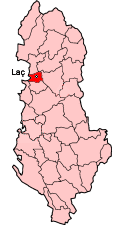
쿠르빈 현의 위치

쿠르빈현(알바니아어: Rrethi i Kurbinit)은 알바니아를 구성하는 36개 현 가운데 하나로, 현청 소재지는 라치이며 면적은 235km2, 인구는 54,000명(2004년 기준)이다. 행정 구역상으로는 레저 주에 속한다.